# دافيد تيمور
دافيد تيمور كوبوبي (بالإسبانية: David Timor Copoví) (مواليد 17 أكتوبر 1989 - كاركايشينت ، إسبانيا) لاعب كرة قدم إسباني ، يلعب في مراكز خط الوسط المحوري والدفاعي والجناح الأيسر ، ويلعب حاليًا لنادي خيتافي الإسباني.

## روابط خارجية
- دافيد تيمور على موقع قاعدة بيانات كرة القدم.إي يو (الإنجليزية)
- دافيد تيمور على موقع Soccerbase.com (لاعب) (الإنجليزية)
- دافيد تيمور على موقع Soccerway.com (الإنجليزية)
- دافيد تيمور على موقع AS.com (الإسبانية)